# Tři přání (Martinů)
Tři přání aneb Vrtkavosti života (francouzsky: Les Trois Souhaits ou les Vicissitudes de la vie), H. 175, je opera-film o třech dějstvích s prologem a epilogem Bohuslava Martinů dokončená roku 1929 na libreto Georgese Ribemonta-Dessaignese. Rozvíjí pohádkový motiv tří splněných přání, která vedou ke špatným koncům.

## Martinů a Ribemont-Dessaignes
Bohuslav Martinů se seznámil s francouzským spisovatelem, malířem a také příležitostným skladatelem, jedním z vůdčích činitelů hnutí dada Ribemontem-Dessaignesem v roce 1928. Tehdy za svého pobytu v Paříži, začal zhudebňovat jeho dadaistickou divadelní hru Slzy nože. Opera tehdy byla zamýšlena pro hudební festival v Baden-Badenu, kde ji ale nepřijali a neuvedli.
Brzy poté ale dostal Martinů objednávku z Osvobozeného divadla a v srpnu 1928 dostal od Ribemonta libreto, které později zamýšlel uvést v pařížském divadle Bériza. Martinů s libretistou dlouho jednal o úpravách, které by jeho
| „                                                               | Je to kouzelná, prostá pohádka. Líbí se mi to a jsem spokojen, že budu mít na čem pracovat. Udělám to celé, jako by to byl film. | “ |
| — B. Martinů v dopise Charlottě Quennehenové, pozdější manželce | |   |

Použití filmu jako nového média (analogické například Bergově opeře Lulu) bylo převratnou událostí, která ale zvyšovala náklady a mohla spolupůsobit při potížích Martinů s uplatněním díla v nějakém divadle. Opera byla dokončena v polovině roku 1929, ale Martinů neuspěl se snahou o její uvedení v Berlíně.
Martinů se provedení opery nedožil a poslední společné dílo s Ribemontem-Dessaignesem, rozpracovanou operu Týden dobročinnosti na námět Ilji Erenburga, už nedokončil.

## Děj
Prolog: Ve filmových ateliérech se připravuje natáčení. Představují se herci Juste a jeho žena Indolenda (manželskou dvojici mají hrát i ve filmu), která flirtuje s jedním z dalších herců, jenž bude hrát postavu Adolfa. Povel režiséra „Točíme!“ startuje první jednání.

I. jednání: Zatímco se filmová Indolenda nudí, její filmový manžel odchází za svou mysliveckou zábavou. V lese najde krásnou vílu a odnese ji domů. Indolenda, která se snažila zabavit sváděním Adolfa, na vílu žárlí, ale ráda využije její nabídku tří přání. Nejprve si přeje bohatství – dům se promění v palác, mezi hosty je tam i Eblouie Barbichette, která je vílou představena jako Adolfova snoubenka. Víla věnuje snoubencům zlatý zámek na Zlatém ostrově, kam celá společnost vyráží.

II. jednání: Déšť, který v bouři zasáhne loď, je zlatý, mění všechno v drahý kov. Loď těžkne a potápí se. Trosečníci se zachrání na pustém ostrově. Juste si uvědomuje pomýlenost prvního přání a přeje si, aby byla jeho žena mladší. Ta zkrásní, ale hned přestává mít o Justa zájem a uteče za Adolfem. Juste nevydrží pohled na jejich lásku a vysloví poslední přání – být také milován. Jenže první ženou, která o něj projeví zájem, je zlá žebračka (Eblouie). Ze žárlivosti ho udeří holí a Juste umíraje vzdychá: „Jak těžké je žít!“ Víla je osvobozena. Končí natáčení filmu a režisér zve všechny herce na premiéru.

III. jednání: Premiéra filmu, na kterou přicházejí herci i diváci, je promítán známý děj. Milenecká dvojice Indolenda a herec, který hrál Adolfa, si o přestávce dohodla útěk do Ameriky.

Epilog: Film skončil a na filmovém plátně se odehrává jiný – skutečný příběh, scéna Odjezd. Za tónů orchestrální mezihry znázorňuje cestu evropskými velkoměsty a končí v New Yorku. V rohu kavárny tam vidíme opuštěného Justa, který v jejím středu a lesku sleduje svou manželku s milencem. Kolem se pohybují tanečníci včetně někdejší představitelky víly Lilian Nevermore, kteří si z něj tropí posměšky. Děj celé opery končí stejnou smutnou poznámkou: „Ach, jak těžké je žít!“

## Osoby
| Artur de Sainte Barbe / Juste | baryton      |
| Nina Valencie / Indolenda     | soprán       |
| Serge Eliacin / Adolf         | tenor        |
| Eblouie Barbichette           | soprán       |
| Adelaida, služebná Indolendy  | alt          |
| Lilian Nevermore / víla Nulle | alt          |
| majordomus                    | tenor        |
| kapitán                       | bas          |
| generál                       | tenor        |
| černoška Dinah                | soprán       |
| barman                        | tenor        |
| ministr                       | bas          |
| argentinský zpěvák            | tenor        |
| telefonistka                  | mluvená role |
| režisér                       | mluvená role |

## Inscenační historie
K premiéře v Berlíně, kterou vyjednával Martinů prostřednictvím rady československého velvyslanectví v Německu Camilla Hoffmanna, nedošlo. Světová premiéra tak proběhla až v Státním divadle v Brně v roce 1971. Operu nastudoval v českém překladu Václava Renče dirigent Václav Nosek a inscenaci režíroval včetně filmu Evald Schorm.
V Německu byla poprvé uvedena v roce 1995 v Augsburgu, v roce 2007 uvedl ve spolupráci s Národním divadlem operu Volkstheater Rostock.
V říjnu 2015 byla opera s velkým úspěchem inscenována Národním divadlem moravskoslezským v režii Jiřího Nekvasila. Téhož roku soubor s touto inscenací vystoupil též v pražském Národním divadle. Inscenace byla zaznamenána Českým rozhlasem a v podobě nekomerční nahrávky pak vydána v roce 2021.